# 斯塔市 (阿肯色州)
斯塔市（英語：Star City）是一個位於美國阿肯色州林肯縣的城市。根據2020年美國人口普查，該地人口為2173人，而該地的面積約為12.43平方千米。同時該地也是林肯縣的縣治。

## 地理
斯塔市的座標為33°56′27″N 91°50′33″W / 33.94083°N 91.84250°W，而該地的平均海拔高度為83米（即272英尺）。